# 諾克斯鎮區 (伊利諾伊州諾克斯縣)
諾克斯鎮區（英語：Knox Township）是位於美國伊利諾伊州諾克斯縣的一個行政鎮區。

## 地方資料
根據2010年美國人口普查的數據，諾克斯鎮區的面積為92.00平方千米，當中陸地面積為91.70平方千米，而水域面積為0.30平方千米。當地共有人口4844人，而人口密度為每平方千米52.65人。